# Poa koelzii
Poa koelzii är en gräsart som beskrevs av Norman Loftus Bor. Poa koelzii ingår i släktet gröen, och familjen gräs. Inga underarter finns listade i Catalogue of Life.